# Polonca Kovač
 .
Polonca Kovač (pravo ime Magdalena Kovač), slovenska mladinska pisateljica in prevajalka, * 19. februar 1937, Ljubljana.

## Življenje
Polonca Kovač je osnovno šolo in gimnazijo končala v Ljubljani. Vpisala se je na Filozofsko fakulteto in diplomirala iz primerjalne književnosti in italijanščine. Na delavski univerzi Cene Štupar v Ljubljani je vodila tečaje italijanščine in nemščine. Delala je na ljubljanskem svetovalnem centru za otroke in mladostnike, nato pa na Centru za tuje jezike v Ljubljani poučevala nemščino. Tri leta je ob poklicnem delu urejala stran mladih dopisnikov v Ljubljanskem dnevniku. Pred upokojitvijo je delala kot samostojna kulturna delavka.

## Delo
Polonca Kovač je sodobna slovenska mladinska pisateljica. Njeno besedno ustvarjanje je pestro in žanrsko raznoliko. Obsega pravljično-fantastično in realistično pripovedno prozo, igre, scenarije za televizijski igralni program ter leposlovno poučna dela.
Njena prva samostojna izdaja je bila knjiga Zverinice z Večne poti, tej pa so sledile Klepetava želva, Jakec in stric hladilnik, Andrejev ni nikoli preveč, Pet kužkov išče pravega, Špelce, Vesoljsko jajce ali 1+1=5, Ptičje leto in še mnogo drugih. Objavlja v različnih otroških revijah (Ciciban, Zlata čebelica ...). Nekatera njena dela so bila prevedena v tuje jezike.
Avtorica tudi prevaja, najbolj je znana po prvem celotnem prevodu Grimmovih pravljic.

## Nagrade
Za delo Kaja in njena družina je prejela večernico, nagrado za najboljšo slovensko leposlovno delo. Leta 2009 je prejela Levstikovo nagrado za življenjsko delo. V utemeljitvi nagrade za življenjsko delo Polonci Kovač je žirija med drugim zapisala, da je »pisateljica Polonca Kovač zaslovela že kar s prvo knjigo, leta 1975 izdanimi Zverinicami z Večne poti, zatem pa je v nekaj desetletjih ustvarila vrhunski opus, ki ga enakovredno sestavljajo pravljično-fantastične živalske zgodbe in bolj realistične pripovedi. V delih, kot so Jakec in stric hladilnik, Klepetava želva, Zgodbe od A do Ž, Težave in sporočila psička Pafija, Pet kužkov išče pravega, Vesoljsko jajce ali 1+1=5, Urške so brez napake, Andrejev ni nikoli preveč, Kaja in njena družina, Zelišča male čarovnice, na izviren, pogosto humorno iskriv način obravnava številne tematike, ki vznemirjajo ne samo odraščajoče mladiče, temveč nemalokrat tudi njihove odrasle. V slovenskem prostoru izstopa tudi po redki, premalo cenjeni sposobnosti združevanja poučnosti oziroma spoznavnosti z umetniškostjo in literarnim pristopom, s čimer se obravnavane tematike dosti bolj dotaknejo bralcev, kot če bi jim bile podane samo v suhem, stvarnem jeziku. Polonca Kovač je poleg tega v lepo slovenščino prestavila nekaj klasičnih del svetovne književnosti, predvsem izstopata njena prevoda celotnih Grimmovih pravljic in Dnevnik Ane Frank. Starejših literarnih časov se je dotaknila tudi v svojih zapisih o Andersenu in drugih pravljičarjih.